# Kurarua imbuta
Kurarua imbuta är en skalbaggsart som beskrevs av Holzschuh 1999. Kurarua imbuta ingår i släktet Kurarua och familjen långhorningar. Inga underarter finns listade i Catalogue of Life.